# ラダマントゥス (小惑星)
ラダマントゥス (38083 Rhadamanthus) は、太陽系外縁天体の一つ。1999年4月17日に黄道深部サーベイ (Deep Ecliptic Survey) で発見された。
軌道長半径約39天文単位の楕円軌道を描いている。海王星軌道と交叉することはない。公転周期は海王星と3:2の共鳴関係にあり、冥王星族に分類される。物理的性質については不明な部分が多い。
ラダマントゥスという名はギリシア神話に登場する王で、死後に冥府の裁判官となったラダマンテュスのラテン語表記に由来する。